# سنب حنعس
سنب حنعس ، هي ملكة مصرية قديمة غير حاكمة أو زوجة ملك ، عاشت في عهد الأسرة الثالثة عشرة ، و هي زوجة الملك سوبك حتب الثالث.

## حياتها
تعرف الملكة سنب حنعس بشكل رئيسي من لوحة صخرية في وادي الهول ، و عليها تحمل سلسلة ألقاب طويلة ، و تقف خلف والدة الملك أوهت آبو ، و مما يشير إلى أنها كانت الزوجة الرئيسية للملك أن هناك زوجة ثانوية تظهر وراءها و هي الملكة نيني.

## ألقابها
- سيدة جميع الأراضي.
- زوجة الملك.
- المتحدة مع التاج الأبيض.[1]